# ヨシフ・ヤヌス
ヨシフ・フョードロヴィチ・ヤヌス （ロシア語: Иосиф Фёдорович Янус, ラテン文字転写例: Iosif Fedorovich Janus, 1907年1月27日 - 1968年12月19日）- ソビエトのフルート奏者、教師、指揮者。 

## 伝記
サンクトペテルブルクの出身。音楽院で学ぶ前から演奏活動を行い、1920年頃から1923年までソ連芸術家連合のオーケストラで演奏し、1923年から1925年まで、レンソヴィエト軍事通信学校の音楽隊に所属。しばらくの間、ヴラディーミル・ツィピンからフルートを学び、後に親交を結ぶこととなった。1924年からレニングラード音楽院に入り、ロベルト・ランベルトにフルートを師事し、1931年に卒業。1926年から1938年までマールイ歌劇場のオーケストラのフルート奏者を務めた。1931年から1938年までレニングラード音楽院で教鞭を執った。 
1941年から1943年までサラトフに滞在した時、モスクワ音楽院のフルートと指揮のクラスを受け持ち、エンゲルス大学の講師、サラトフ歌劇場とサラトフ・フィルハーモニー管弦楽団の指揮者を務めた。この時期の活動は当局からメダルを贈られるほどに称揚された。 
1955年以来、レニングラード音楽院の教授を務めた。 
レニングラードにて没。 

## 注
1. ↑  ГЦЦМК им. Глинки Письма И. Януса к В. Н. Цыбину.